# Jeux olympiques d'été de 2012
Pour un article plus général, voir Jeux olympiques d'été.
Pour les articles homonymes, voir Jeux olympiques de Londres.
« Londres 2012 » redirige ici.  Pour le jeu vidéo, voir Londres 2012 (jeu vidéo).
Les Jeux olympiques d'été de 2012, officiellement appelés Jeux de la XXXe olympiade de l'ère moderne, ont lieu du 27 juillet au 12 août 2012 à Londres. La capitale britannique est la première ville à accueillir les Jeux olympiques modernes pour la troisième fois,, après ceux de 1908 et de 1948,.
La ville de Londres est élue parmi cinq villes candidates lors de la 117e session du Comité international olympique (CIO), le 6 juillet 2005 à Singapour. Sebastian Coe est le chef du comité de candidature puis le président du Comité organisant les Jeux olympiques et les Jeux paralympiques d'été de 2012.

## Sélection des villes
Au 15 juillet 2003, date limite de clôture des candidatures, neuf villes se déclarent candidates à l'organisation des Jeux olympiques de 2012 : La Havane, Istanbul, Leipzig, Londres, Madrid, Moscou, New York, Paris et Rio de Janeiro. Le 18 mai 2004, après évaluation de toutes les candidatures, le Comité international olympique annonce les cinq villes finalistes : Londres, Madrid, Moscou, New York et Paris.
Le 6 juillet 2005, à Singapour, le jury désigne Londres comme ville hôte des Jeux olympiques de 2012 au terme de quatre tours de scrutin. Lors du dernier tour, la capitale britannique devance Paris de 4 voix.
| Résultats du choix de la ville candidate | Résultats du choix de la ville candidate | Résultats du choix de la ville candidate | Résultats du choix de la ville candidate | Résultats du choix de la ville candidate | Résultats du choix de la ville candidate | Résultats du choix de la ville candidate |
| Ville candidate                          | Pays                                     | 1er tour                                 | 2e tour                                  | 3e tour                                  | 4e tour                                  |                                          |
| ---------------------------------------- | ---------------------------------------- | ---------------------------------------- | ---------------------------------------- | ---------------------------------------- | ---------------------------------------- | ---------------------------------------- |
| Londres                                  | Royaume-Uni                              | 22                                       | 27                                       | 39                                       | 54                                       |                                          |
| Paris                                    | France                                   | 21                                       | 25                                       | 33                                       | 50                                       |                                          |
| Madrid                                   | Espagne                                  | 20                                       | 32                                       | 31                                       | -                                        |                                          |
| New York                                 | États-Unis                               | 19                                       | 16                                       | -                                        | -                                        |                                          |
| Moscou                                   | Russie                                   | 15                                       | -                                        | -                                        | -                                        |                                          |
| Total des suffrages exprimés             | Total des suffrages exprimés             | 97                                       | 100                                      | 103                                      | 104                                      |                                          |

## Organisation
Le London Organising Committee of the Olympic Games (LOCOG) est chargé de l'organisation de ces Jeux.

### Budget

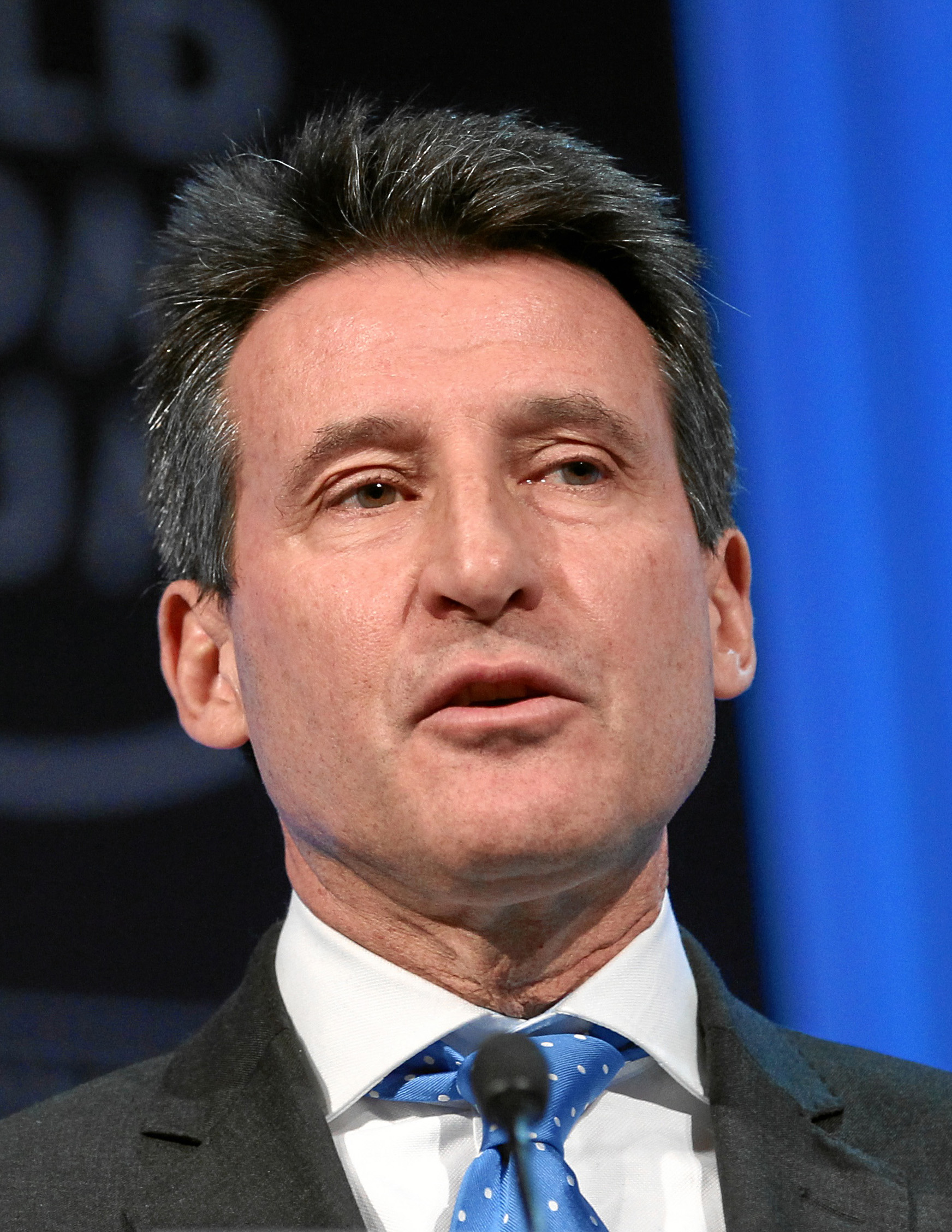
Lord Coe, directeur des Jeux olympiques de Londres 2012.

Le budget final des Jeux olympiques 2012 est d'environ 11 milliards d'euros.
Ceci représente environ le double de la somme prévue dans le dossier de candidature de 2005. Néanmoins, les officiels se fondent sur le budget de 2007 et non celui de 2005 pour leurs calculs, ce qui a permis, le 13 mars 2012, au président du CIO Jacques Rogge d'estimer que le budget public des Jeux olympiques de Londres sera respecté, en dépit des craintes exprimées sur la menace d'un blocage des Jeux.

### Marketing
À l'occasion de cet événement, la compagnie aérienne British Airways décide de repeindre le fuselage entier de neuf appareils Airbus A319 désignés par Pascal Anson.

### Identité visuelle
Il existe deux logos pour Londres 2012 : l'un durant le processus qui porte la candidature de la ville et l'autre en tant que marque durant toute la période des Jeux olympiques eux-mêmes. Ce dernier, dessiné par Woff Olins, est dévoilé le 4 juin 2007. Il coûte 400 000 livres (soit environ 590 000 euros). Ce logo est la représentation stylisée du nombre 2012 avec les anneaux olympiques inscrits dans le chiffre zéro ainsi que la représentation des différents pays des îles Britanniques (Irlande du Nord, Irlande du Sud, Écosse, Pays de Galles, Angleterre). Il est décliné en 4 couleurs et pour la première fois, il est utilisé pour les Jeux olympiques et fait l'objet d'une adaptation pour les Jeux paralympiques.
Les premières réactions tant de la part du public que des experts sont largement négatives, selon un sondage effectué sur le site web de la BBC plus de 83 % des 16 000 votes lui ont attribué la plus mauvaise note. Une pétition exigeant son retrait recueille 30 000 signatures en moins d’une journée. Le comité d'organisation a alors annoncé que le logo sera repensé au cours des cinq prochaines années.
Par ailleurs, une représentation animé représentant le logo en mouvements saccadés très rapides, aurait provoqué des crises comitiales chez des personnes épileptiques à la vue de cette vidéo. Les organisateurs décident rapidement de retirer l’animation de leur site web, qui est interdite par l'autorité de régulation audiovisuelle britannique, avant que la séquence litigieuse ne soit remontée. Une polémique supplémentaire survient en 2011 à l'initiative de l'Iran, qui considère que le logo dissimule le mot « Zion ».

Logo de candidature pour les JO de 2012 (2005-2007).
Logo officiel utilisé pour les JO de 2012 (2007-2012).
Jeux paralympiques d'été de 2012.

### Cérémonies

#### Ouverture

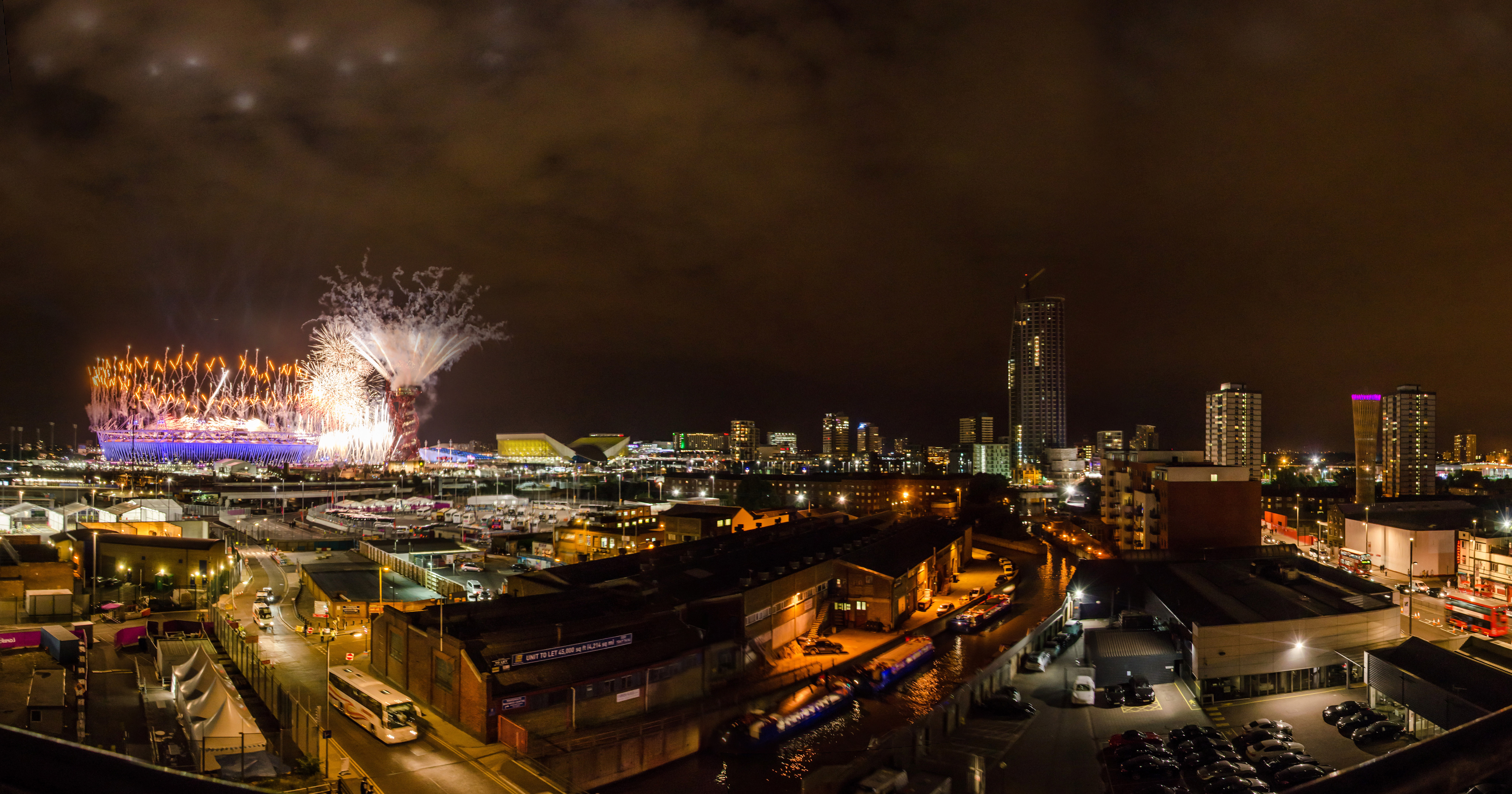
Feux d'artifice à la cérémonie d'ouverture.

La cérémonie d'ouverture des Jeux olympiques de Londres débute le 27 juillet 2012 à partir de 21 h, heure locale, pour se terminer vers 1 h, heure locale. L'organisation de la cérémonie d'ouverture est confiée au réalisateur Danny Boyle. La vasque olympique est allumée par sept jeunes athlètes britanniques après avoir reçu la flamme des mains de Steve Redgrave, le sportif anglais avec le plus beau palmarès. La vasque était originale cette année car elle était composée de plusieurs pétales qui se sont réunis en bouquet de fleurs. La cérémonie rassemble des personnalités aussi diverses que l'humoriste Rowan Atkinson, le footballeur David Beckham, les acteurs Kenneth Branagh et Daniel Craig, le chanteur Paul McCartney et l'écrivaine J. K. Rowling.
Le 14 mars 2011, à 500 jours de la cérémonie d'ouverture de Londres 2012, les organisateurs et Omega (chronométreur officiel des Jeux de Londres) dévoilent le compte à rebours à Trafalgar Square.

#### Clôture
Madness (Our House), Spice Girls, One Direction, Muse, Nick Mason, George Michael, Taio Cruz (Dynamite), The Who, Ed Sheeran, Take That, Jessie J (Price Tag) et Emeli Sandé (Read All About It et une reprise de Imagine), Lily Allen (Fuck You) et le DJ Rebel participent à la cérémonie de clôture.
La flamme olympique est éteinte à exactement minuit heure locale.
Le maire de Londres Boris Johnson et le président du CIO Jacques Rogge remettent symboliquement au maire de Rio de Janeiro Eduardo Paes le drapeau olympique marquant ainsi la fin de ces Jeux olympiques d'été 2012 et le passage vers les futurs Jeux olympiques d'été de 2016.

### Environnement
La pollution inquiète beaucoup les organisateurs des Jeux de Londres, car celle-ci pourrait nuire aux performances des sportifs eux-mêmes. « Plusieurs études ont montré que l’exposition à l’ozone ou aux microparticules quand on fait du sport réduit la capacité pulmonaire, diminue les performances et surtout augmente le risque d’asthme» explique le Dr Pierre Souvet, président de l’Association santé environnement France. En 1984, aux Jeux de Los Angeles, le coureur de 800 mètres Steve Ovett s'était effondré pendant la finale en raison de problèmes respiratoires liés en partie selon lui à la pollution. En 2008 aux Jeux de Pékin, les autorités avaient réduit la circulation des voitures et fermé des centaines d'usines. À Londres, on craint d'être confronté au même problème.

### Sécurité

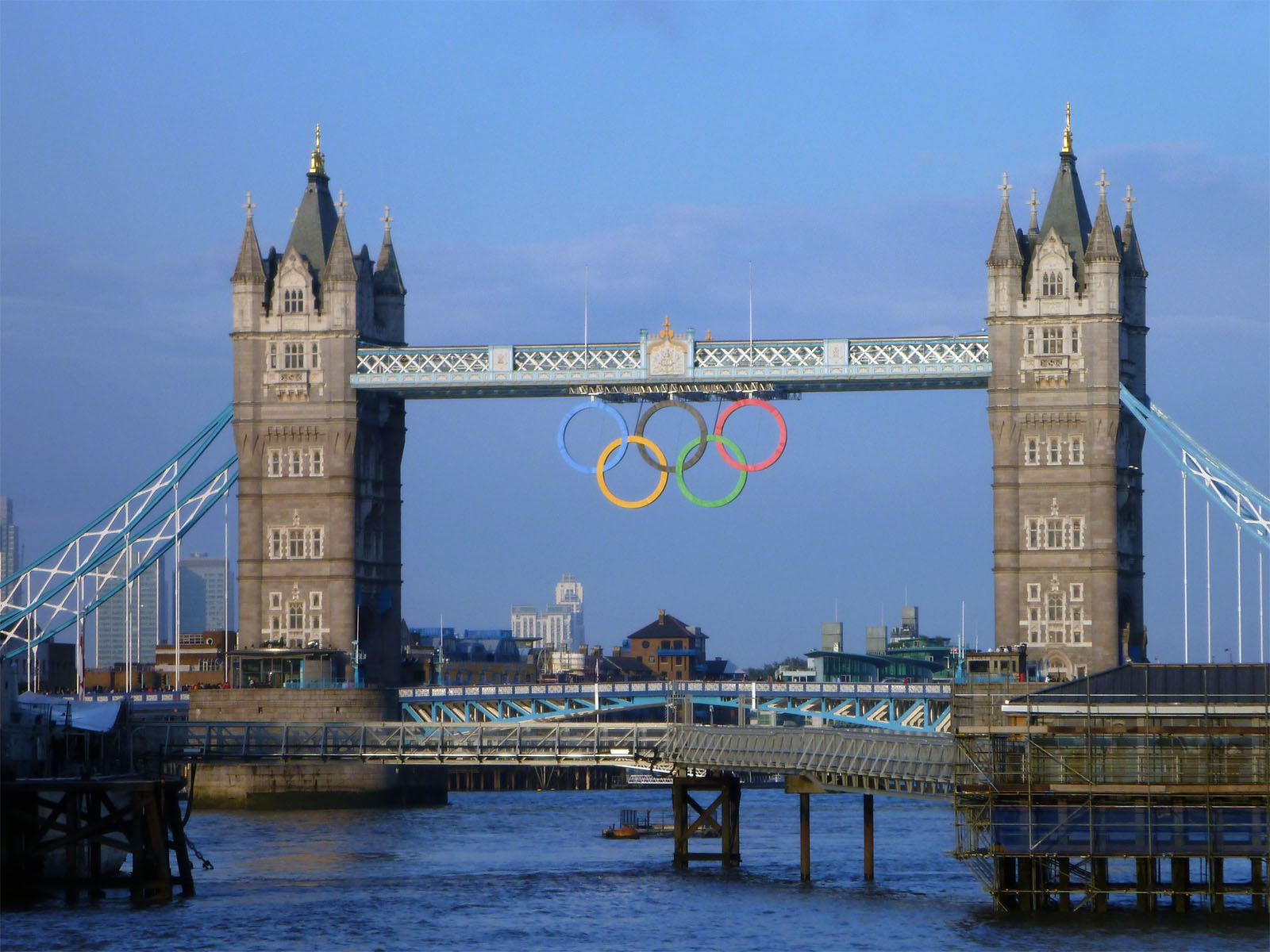
Les anneaux olympiques sur le Tower Bridge.

24 000 personnes seront employées pour la sécurité. Les forces armées britanniques fourniront 7 000 militaires. Les 17 000 autres seront des employés G4S qui va recruter quelque 10 000 employés temporaires (agents de sécurité, stewards, placiers payés entre 6 £ et 85 £ de l'heure). Le budget de la sécurité sur les sites est passé d'une estimation de 282 millions de livres sterling à l'origine à 553 millions annoncé en janvier 2012, somme à laquelle s'ajoutent 600 millions de £ pour les mesures policières en dehors des emprises sportives. Le 12 juillet 2012, le ministre de la Défense Philip Hammond annonce la mobilisation de 3 500 soldats supplémentaires pour boucler le dispositif de sécurité des JO après la défaillance de la société de gardiennage privée G4S. Le 26 juillet 2012, le préfet de la zone Nord met en place un dispositif permettant de mobiliser un maximum de 1 000 fonctionnaires en même temps dans la région dans le cadre du dispositif de sécurité mis en place pendant les Jeux.

### Musique
Survival, une chanson du groupe Muse, issue de l'album The 2nd Law, a été choisie par le comité olympique pour être la chanson officielle des Jeux. La musique de fond lors de l'annonce des podiums est le thème des Chariots de feu de Vangelis, bande originale du film du même nom (sorti en 1981) qui retraçait l'histoire de deux athlètes britanniques dans leur préparation pour les Jeux olympiques de 1924.
Une très grande partie des chansons diffusées durant la cérémonie d'ouverture sont l'œuvre d'artistes britanniques. Les spectateurs ont ainsi pu entendre des musiques des Beatles, d'Adele, de David Bowie, des Rolling Stones ou encore de Queen et Pink Floyd. De nombreux artistes étaient présents dans le stade, tels Tom Jones, Mike Oldfield, Paul McCartney qui a chanté Hey Jude à la fin de la cérémonie, le groupe Arctic Monkeys qui a interprété plusieurs chansons, les Rolling Stones, les Spice Girls qui ont chanté lors de la cérémonie de clôture, le rappeur Dizzee Rascal, les Sex Pistols, Jessie J, Lily Allen ou encore les One Direction. Les artistes présents à la cérémonie d'ouverture des Jeux ont été payés une livre symbolique (soit 1,30 €) chacun pour leurs prestations.

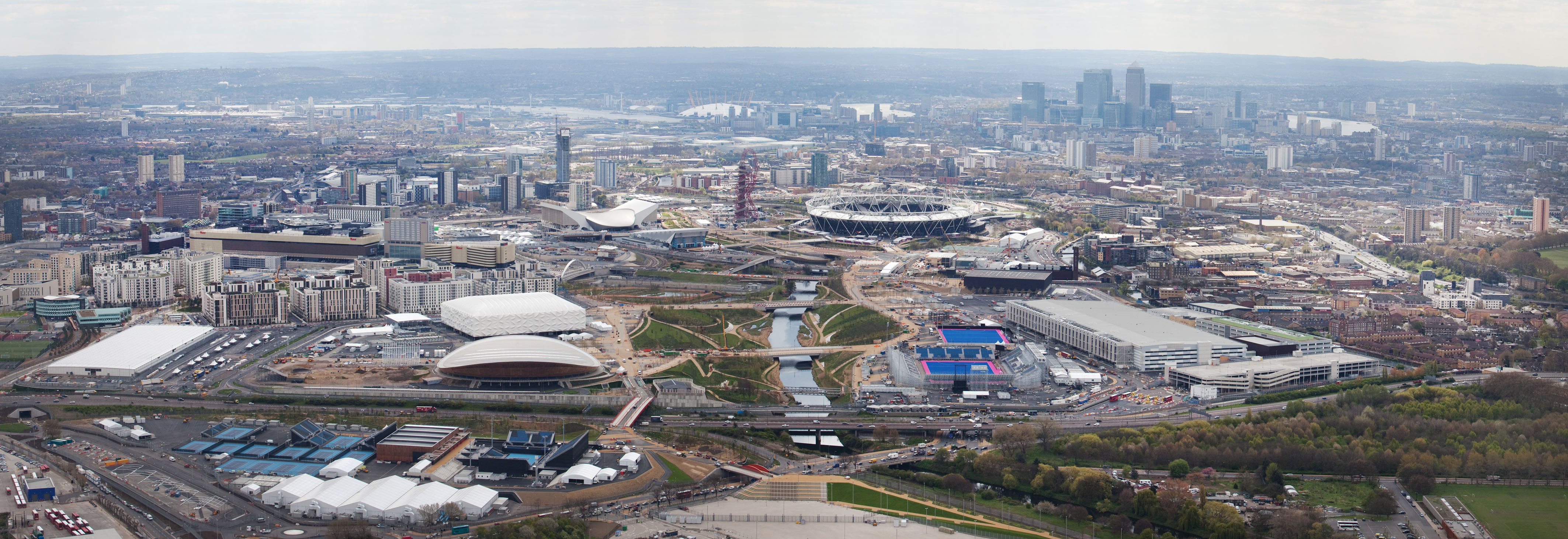
Vue aérienne sur le Parc olympique en avril 2012.

## Nations participantes

Nombres de participants par pays en 2012.
300+
100-299
30-99
10-29
4-9
1-3

Comme pour les Jeux olympiques d'été de 2008, la seule nation souveraine à n'avoir jamais eu de délégation d'athlètes à cet événement reste le Vatican. À la suite de son indépendance le 9 juillet 2011, le Soudan du Sud envoie son premier athlète, Guor Marial, aux Jeux olympiques lors de l'édition 2012. Cependant ce dernier défile sous les couleurs olympiques, le nouveau pays n'ayant pas encore son propre comité olympique. Il en est de même pour Curaçao et Saint-Martin, qui ont récemment changé de statut (dissolution des Antilles néerlandaises le 10 octobre 2010).
| Afrique | Amériques | Asie | Europe | Océanie |
| --- | --- | --- | --- | --- |
| - Afrique du Sud - Algérie - Angola - Bénin - Botswana - Burkina Faso - Burundi - Cameroun - Cap-Vert - République centrafricaine - Comores - République du Congo - République démocratique du Congo - Côte d'Ivoire - Djibouti - Égypte - Érythrée - Éthiopie - Gabon - Gambie - Ghana - Guinée - Guinée-Bissau - Guinée équatoriale - Kenya - Lesotho - Liberia - Libye - Madagascar - Malawi - Maroc - Maurice - Mauritanie - Mozambique - Namibie - Niger - Nigeria - Ouganda - Rwanda - Sao Tomé-et-Principe - Sénégal - Seychelles - Sierra Leone - Somalie - Swaziland - Tanzanie - Tchad - Togo - Tunisie - Zambie - Zimbabwe | - Antigua-et-Barbuda - Argentine - Aruba - Bahamas - Barbade - Belize - Bermudes - Bolivie - Brésil - Îles Caïmans - Canada - Chili - Colombie - Costa Rica - Cuba - Dominique - Équateur - États-Unis - Grenade - Guatemala - Guyana - Haïti - Honduras - Îles Vierges britanniques - Îles Vierges des États-Unis - Jamaïque - Mexique - Nicaragua - Panama - Paraguay - Pérou - Porto Rico - République dominicaine - Saint-Christophe-et-Niévès - Sainte-Lucie - Saint-Vincent-et-les-Grenadines - Salvador - Suriname - Trinité-et-Tobago - Uruguay - Venezuela | - Afghanistan - Arabie saoudite - Bahreïn - Bangladesh - Bhoutan - Birmanie - Brunei - Cambodge - Chine - Corée du Nord - Corée du Sud - Émirats arabes unis - Hong Kong - Inde - Indonésie - Irak - Iran - Japon - Jordanie - Kazakhstan - Kirghizistan - Koweït - Laos - Liban - Malaisie - Maldives - Mongolie - Népal - Oman - Ouzbékistan - Palestine - Pakistan - Philippines - Qatar - Singapour - Sri Lanka - Syrie - Tadjikistan - Taipei chinois - Thaïlande - Timor oriental - Turkménistan - Viêt Nam - Yémen | - Albanie - Allemagne - Andorre - Arménie - Autriche - Azerbaïdjan - Belgique - Biélorussie - Bosnie-Herzégovine - Bulgarie - Chypre - Croatie - Danemark - Estonie - Espagne - Finlande - France - Géorgie - Grande-Bretagne - Grèce - Hongrie - Irlande - Islande - Israël - Italie - Lettonie - Liechtenstein - Lituanie - Luxembourg - Macédoine du Nord - Malte - Moldavie - Monaco - Monténégro - Norvège - Pays-Bas - Pologne - Portugal - Roumanie - Russie - Saint-Marin - Serbie - Slovaquie - Slovénie - Suède - Suisse - Tchéquie - Turquie - Ukraine | - Australie - Îles Cook - Fidji - Guam - Kiribati - Îles Marshall - Micronésie - Nauru - Nouvelle-Zélande - Palaos - Papouasie-Nouvelle-Guinée - Îles Salomon - Samoa - Samoa américaines - Tonga - Tuvalu - Vanuatu |
| 53 pays | 41 pays | 44 pays | 49 pays | 17 pays |
| - Athlètes olympiques indépendants (originaires de Curaçao, Saint-Martin et du Soudan du Sud) | | | | |

## Compétition

### Sports au programme
Lors de la 118e session du Comité international olympique, réunie à Singapour, le baseball et le softball ont été exclus de la liste des sports olympiques, réduisant à 26 le nombre de disciplines pour les Jeux de Londres 2012. La liste des sports olympiques d'été n'est plus immuable et sera remise en question après chaque Jeux olympiques, seuls les quotas de compétitions (301) et le nombre d'athlètes (10 500) resteront fixes.
Lors de cette même session, le CIO aurait également rejeté l'entrée de cinq nouveaux sports aux Jeux d'été : le golf, le roller et le rugby à sept ont été éliminés d'entrée, tandis que le squash et le karaté ont obtenu 51 % des votes, ce qui les rendait éligibles, mais n'ont pas réuni la majorité requise des deux tiers.
En revanche, pour la première fois à Londres, des femmes participent aux épreuves de boxe, avec trois catégories de poids (contre dix chez les hommes).
Le nombre de sports olympiques, correspondant au nombre de fédérations internationales, est donc fixé à 26 pour ces Jeux de Londres : 
| Sports/disciplines                                                | Hommes    | Femmes    | Mixtes | Total       |
| ----------------------------------------------------------------- | --------- | --------- | ------ | ----------- |
| Athlétisme                                                        | 24        | 23        |        | 47          |
| Aviron                                                            | 8         | 6         |        | 14          |
| Badminton                                                         | 2         | 2         | 1      | 5           |
| Basket-ball                                                       | 1         | 1         |        | 2           |
| Boxe                                                              | 10        | 3         |        | 13          |
| Canoë-kayak • Course en ligne • Slalom                            | 11 8 3    | 5 4 1     |        | 16 12 4     |
| Cyclisme • BMX • Piste • Route • VTT                              | 9 1 5 2 1 | 9 1 5 2 1 |        | 18 2 10 4 2 |
| Sports équestres • Saut d'obstacles • Dressage • Concours complet |           |           | 6 2    | 6 2         |
| Escrime                                                           | 5         | 5         |        | 10          |
| Football                                                          | 1         | 1         |        | 2           |
| Gymnastique • Artistique • Rythmique • Trampoline                 | 9 8 1     | 9 6 2 1   |        | 18 14 2     |
| Haltérophilie                                                     | 8         | 7         |        | 15          |
| Handball                                                          | 1         | 1         |        | 2           |

| Sports/disciplines                                                           | Hommes    | Femmes      | Mixtes | Total     |
| ---------------------------------------------------------------------------- | --------- | ----------- | ------ | --------- |
| Hockey sur gazon                                                             | 1         | 1           |        | 2         |
| Judo                                                                         | 7         | 7           |        | 14        |
| Lutte • Libre • Gréco-romaine                                                | 14 7      | 4           |        | 18 11 7   |
| Sports aquatiques • Natation • Plongeon • Natation synchronisée • Water-polo | 22 17 4 1 | 24 17 4 2 1 |        | 46 34 8 2 |
| Pentathlon moderne                                                           | 1         | 1           |        | 2         |
| Taekwondo                                                                    | 4         | 4           |        | 8         |
| Tennis                                                                       | 2         | 2           | 1      | 5         |
| Tennis de table                                                              | 2         | 2           |        | 4         |
| Tir • Carabine • Pistolet • Tir aux plateaux                                 | 9 3       | 6 2         |        | 15 5      |
| Tir à l'arc                                                                  | 2         | 2           |        | 4         |
| Triathlon                                                                    | 1         | 1           |        | 2         |
| Voile                                                                        | 6         | 4           |        | 10        |
| Volley-ball • En salle • Beach-volley                                        | 2 1       | 2 1         |        | 4 2       |
| Total (26 sports)                                                            | 162       | 132         | 8      | 302       |

### Calendrier
|  | Cérémonies |  | Jour de compétition |  | Jour de finale | 4 | Nombre de finales |

| C a n o ë - | k a y a k |
| ----------- | --------- |

| V o l e y | b a l |
| --------- | ----- |

|  | Cérémonies |  | Jour de compétition |  | Jour de finale | 4 | Nombre de finales |

### Tableau des médailles
Les dix premières nations au classement des médailles de leurs athlètes sont :
| Rang | Nation          | Or | Argent | Bronze | Total |
| ---- | --------------- | -- | ------ | ------ | ----- |
| 1    | États-Unis      | 48 | 26     | 30     | 104   |
| 2    | Chine           | 39 | 31     | 22     | 92    |
| 3    | Grande-Bretagne | 29 | 18     | 18     | 65    |
| 4    | Russie          | 18 | 21     | 27     | 66    |
| 5    | Corée du Sud    | 13 | 9      | 8      | 30    |
| 6    | Allemagne       | 11 | 20     | 13     | 44    |
| 7    | France          | 11 | 11     | 13     | 35    |
| 8    | Australie       | 8  | 15     | 12     | 35    |
| 9    | Italie          | 8  | 9      | 11     | 28    |
| 10   | Hongrie         | 8  | 4      | 6      | 18    |

- Le Bahreïn, le Botswana, Chypre, le Gabon, la Grenade, le Guatemala et le Monténégro ont obtenu leur première médaille olympique lors de ces Jeux.

### Athlètes paralympiques aux Jeux olympiques
Deux athlètes qualifiés pour les Jeux paralympiques se qualifient également pour les Jeux olympiques : le sprinteur sud-africain Oscar Pistorius (amputé des deux jambes, courant avec des prothèses) et la pongiste polonaise Natalia Partyka (née sans avant-bras droit). Il ne s'agit pas d'une première, puisque Natalia Partyka et la nageuse sud-africaine Natalie du Toit avaient déjà participé aux Jeux olympiques en 2008.

## Participation des femmes

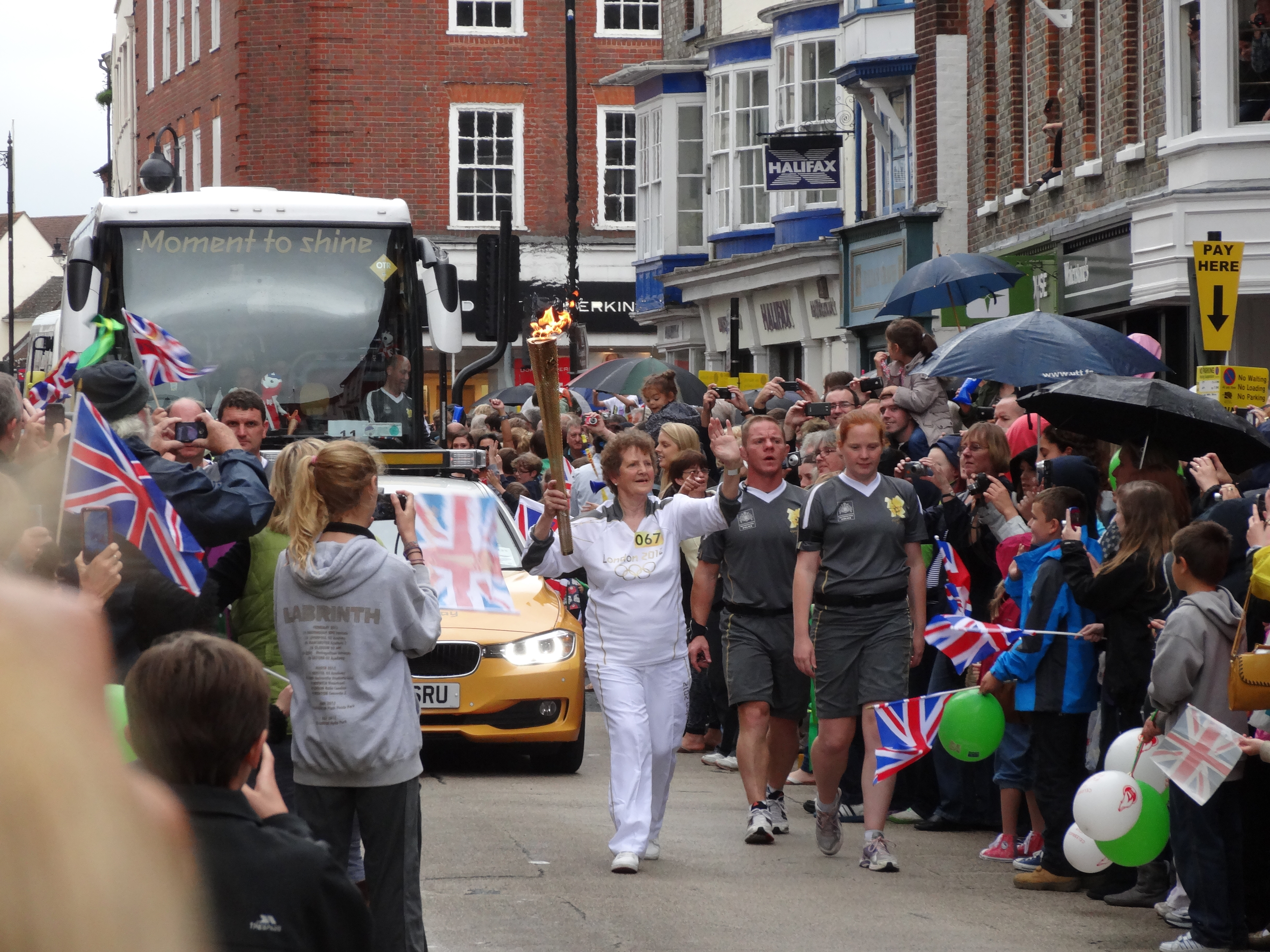
La flamme olympique à Newport sur l'Île de Wight.

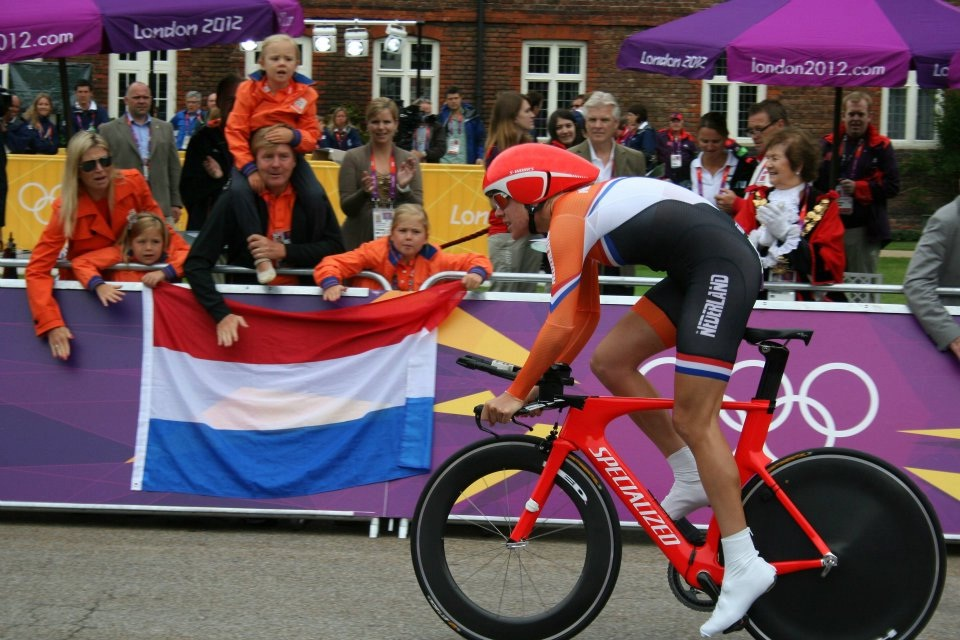
La famille royale néerlandaise supportant Ellen van Dijk lors d'une épreuve de cyclisme.

Avant les Jeux de 2012, trois pays avaient toujours été représentés exclusivement par des athlètes masculins : l'Arabie saoudite, le Brunei (toujours représenté par un unique athlète), et le Qatar. Le Comité international olympique indiqua qu'il presserait ces trois pays d'inclure des athlètes féminins dans leurs délégations, afin que les Jeux de Londres marquent la fin de l'exclusion des femmes dans toutes les nations du mouvement olympique. En juillet 2010, le Qatar annonça qu'il inclurait des femmes dans sa délégation aux Jeux de Londres. En mars 2012, le Brunei fit de même. Quant à l'Arabie saoudite, Anita DeFrantz, présidente de la Commission Femmes et Sport du CIO, suggéra que le pays soit interdit de participation aux Jeux jusqu'à ce qu'il accepte la participation de femmes saoudiennes. Emmanuelle Moreau, porte-parole du CIO, indiqua toutefois que le Comité « n'imposerait pas aux Saoudiens d'avoir des femmes parmi leurs représentants à Londres », arguant que « le CIO ne donne pas d'ultimatums [...] mais pense plutôt que beaucoup d'avancées se font par le dialogue ». En juillet 2012, le Comité international olympique annonce que deux Saoudiennes participeront pour la première fois aux Jeux olympiques.
Ainsi, pour la première fois dans l’histoire des Jeux olympiques, chacune des 204 délégations participantes aux Jeux de Londres 2012 ont envoyé au moins une femme pour prendre part à ce rendez-vous sportif.
Les Jeux de Londres sont également les premiers au cours desquels les femmes sont autorisées à concourir dans la totalité des 26 sports olympiques, avec l'introduction de la boxe féminine. Inversement, la natation synchronisée et la gymnastique rythmique demeurent des épreuves exclusivement féminines.
De nombreuses épreuves féminines sont différentes des épreuves masculines. S'il paraît logique que les catégories de poids soient différentes comme en boxe ou en haltérophilie, certaines épreuves n'existent pas en 2012 pour les femmes comme en lutte la lutte gréco-romaine, en aviron, le quatre sans barreur et le quatre sans barreur (poids légers), en athlétisme le 50 km marche, en voile le dériveur lourd en solitaire (finn) et le dériveur haute performance à deux équipiers (49er) ; d'autres épreuves sont différentes : ainsi en athlétisme l'équivalent du 110 m haies masculin est le 100 m haies féminin, l'équivalent du décathlon masculin est l'heptathlon féminin.
Sur la mixité des sports, sur les 26 sports proposés, seuls trois sports ont des épreuves mixtes. Il y a deux sports avec des équipes mixtes, le badminton et le tennis. Il n'y a aux Jeux olympiques d'été qu'un seul sport où les femmes et les hommes concourent pour la même médaille, l'équitation.

## Bilan positif malgré les polémiques et problèmes divers

### Succès global des Jeux
La plupart des commentateurs s'accordent à penser que l'organisation des Jeux par le Royaume-Uni et Londres est un succès. Le président du CIO, Jacques Rogge, a affirmé que ces jeux avaient été « fabuleux, extraordinaires », les « meilleurs Jeux jamais organisés ». Les éloges louent notamment la qualité des transports en commun, la transformation urbaine de l'Est londonien et la réutilisation future des équipements olympiques, ainsi que la réussite en matière de sécurité, alors que la crainte d'un attentat était forte. La bonne humeur des volontaires a également été amplement saluée.

### Commémoration de la prise d'otages des Jeux olympiques de Munich

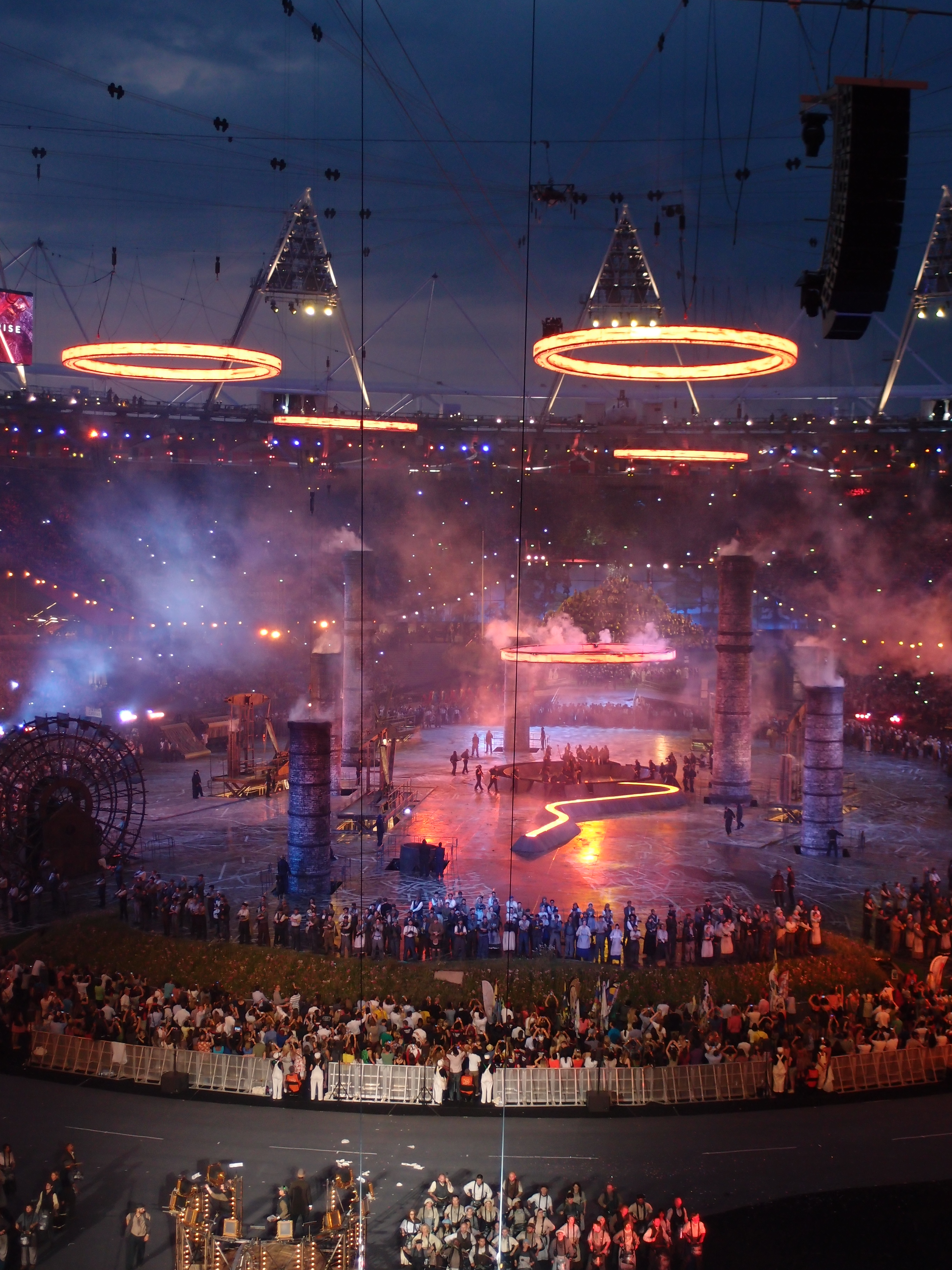
La cérémonie d’ouverture.

En mai 2012, le Comité international olympique avait opposé « une fin de non-recevoir » à une demande israélienne de commémoration, par une minute de silence durant la cérémonie d'ouverture des Jeux, des 40 ans de l'assassinat de onze athlètes israéliens par des membres de l'OLP durant les Jeux olympiques de Munich en 1972 déclarant que « le CIO a régulièrement commémoré la tragédie de 1972 et le fera une nouvelle fois à Londres lors d'une cérémonie qui se déroulera pendant les Jeux, mais il n'y aura pas de minute de silence durant la cérémonie d'ouverture. » Le principe d'une commémoration à l'ouverture des Jeux avait été soutenu début juillet par le ministre allemand des Affaires étrangères, Guido Westerwelle, qui avait écrit au président du Comité international olympique, Jacques Rogge, pour lui demander d'accéder à sa demande. Cette proposition a également été soutenue par la Maison-Blanche. Toutefois, le 21 juillet, le président du CIO a maintenu dans une conférence de presse son opposition, déclarant que « Nous estimons que nous pouvons rendre hommage aux athlètes dans un autre contexte. Les cérémonies d'ouverture n'ont pas une atmosphère qui se prête aux commémorations de ce genre », et ajoutant qu'il « avait bien entendu les avis de plusieurs pays, notamment des États-Unis, favorables à une minute de silence durant la cérémonie d'ouverture mais qu'il ne les suivait pas forcément ». Le présentateur vedette de la chaîne de télévision américaine NBC, Bob Costas, prévoit « de dénoncer à l'antenne lors de la cérémonie d'ouverture des Jeux olympiques de Londres l'attitude insensible du CIO à l'égard de la prise d'otages sanglante des JO de Munich, il y a 40 ans », expliquant dans une interview au Hollywood Reporter « que beaucoup de gens trouvent ce refus plus insensible que déconcertant, ». Cette demande d'observer une minute de silence avait été aussi appuyée par le Sénat américain, le Bundestag allemand, le Parlement du Canada, le Parlement d'Australie, 140 membres du Parlement de la République italienne ainsi que 50 députés au Parlement du Royaume-Uni. Fiamma Nirenstein, vice-présidente de la Commission des affaires étrangères du parlement italien qui a rendu publique la lettre envoyée par les députés italiens à Jacques Rogge, déplore le fait qu'« à tous les Jeux depuis 1976, les membres de la famille des athlètes assassinés ont demandé une minute de silence, mais cela leur a toujours été refusé. Cette année marque le 40e anniversaire du massacre, il aurait été temps pour un moment de compassion pour ces athlètes assassinés et une condamnation ferme du terrorisme ». Jacques Rogge n'a jamais voulu donner d'explications claires concernant le refus de cette minute de silence mais de nombreuses sources sous le couvert de l'anonymat parlent de risques d'attentats par des islamistes ou de boycott de la part de pays arabes influents financièrement.
Le 25 juillet 2012, les veuves d'un athlète et d'un entraîneur israéliens tués aux Jeux de Munich ont remis à Jacques Rogge une pétition de 105 000 signatures dont celle de Barack Obama en faveur de la tenue d'une minute de silence, tandis qu'Hillary Clinton a demandé au président du CIO de revenir sur sa décision et de permettre la commémoration durant la cérémonie d'ouverture des Jeux,.
Le 6 août 2012, David Cameron rend hommage au cours d'une commémoration aux 11 Israéliens tués lors des Jeux olympiques de 1972.

### Dopage
Le 25 juillet 2012, neuf athlètes (trois Russes, deux Ukrainiennes, une Bulgare, une Grecque, une Turque et une Marocaine) sont suspendus pour dopage à la suite de contrôles effectués en vue de la compétition. L'haltérophile albanais Hysen Pulaku (en) est le premier participant à être exclu durant les Jeux à la suite d'un contrôle positif au stanozolol datant du 23 juillet. La gymnaste ouzbèke Luiza Galiulina est elle aussi exclue après un test positif au furosémide, ainsi que la sprinteuse kittittienne Tameka Williams.
Le 3 août, la cycliste sur piste russe Victoria Baranova et l'athlète marocain Amine Laalou sont exclus pour dopage.
Le 6 août, le judoka américain Nick Delpopolo et l'athlète italien Alex Schwazer, sont exclus pour dopage.
Le 10 août, l'athlète français Hassan Hirt, contrôlé positif à l'EPO, est exclu de sa délégation.
Le 11 août, l'athlète syrienne Ghofran Almohamad est contrôlée positive à la méthylhexanamine. Elle est disqualifiée par le CIO.
Le 13 août, au lendemain de la clôture des jeux, le CIO annonce avoir contrôlé positivement la lanceuse de poids biélorusse Nadzeya Ostapchuk et lui retire en conséquence sa médaille d'or.
Le 7 novembre, le lutteur ouzbèke Soslan Tigiyev est déchu de sa médaille de bronze remportée dans l'épreuve de lutte libre (moins de 74 kg) après avoir fait l'objet d'un contrôle positif à un stimulant durant la compétition. Le Hongrois Gábor Hatos, initialement cinquième de la compétition, récupère en conséquence la médaille de bronze.
Le 18 octobre 2016, deux sportifs (1 Russe et 1 Ukrainien) sont disqualifiés pour dopage et voient leurs résultats annulés.
Le 30 octobre 2016, huit sportifs (3 Kazakhs, 3 Biélorusses et 2 Russes) sont disqualifiés pour dopage et voient leurs résultats annulés.
Le 10 mai 2018, l'haltérophile canadienne Christine Girard, classée au départ 3e en catégorie 63 kg, est finalement déclarée championne olympique à la suite du déclassement des deux premières médaillées pour dopage,.
Le 23 novembre 2020, l’haltérophile roumain Razvan Martin est déchu de sa médaille de bronze (moins de 69 kg) par décision du CIO. Roxana Cocos quant à elle est déchue de sa médaille d’argent obtenue dans la catégorie "moins de 69 kg". Les deux médailles sont vacantes au 4 décembre 2020.

### Accusations de triche ou de trucage
En badminton, 8 joueuses en lice pour le tournoi féminin en double sont exclues le 1er août du tournoi olympique. Ces joueuses sont d'origine chinoise (Yu Yang, Wang Xiaoli), indonésienne (Meiliana Jauhari, Greysia Polii) et sud-coréenne (Jung Kyung-eun, Kim Ha-na et Ha Jung-eun, Kim Min-jung). La Fédération internationale de badminton les exclut pour « n'avoir pas fait tout leur possible pour remporter la victoire ». Les paires coréennes font appel, mais leur appel est rejeté le 2 août. La paire chinoise ne fait pas appel, et la paire indonésienne retire son appel avant son examen.
Lors de l'épreuve de qualification de cyclisme sur piste, le démarreur britannique Philip Hindes chute dès le départ. D'après le règlement officiel, l'équipe doit alors recommencer l'épreuve sans aucune conséquence. Cependant, après l'obtention de la médaille d'or, celui-ci déclare avoir chuté délibérément, ayant pris un mauvais départ. Malgré cet aveu de tricherie, il n'est pas sanctionné et garde le bénéfice de sa médaille.
Le 4 août, une polémique semblable apparaît en aviron sur l'épreuve de deux de couple poids légers hommes : après avoir pris un mauvais départ, le duo Mark Hunter et Zac Purchase cesse sa course au bout de 80 m, entraînant l'arrêt des autres rameurs. Les rameurs britanniques signalent un problème matériel qui est rapidement réparé, et reprennent le départ pour décrocher la médaille d'argent. Le couple français Stany Delayre et Jérémie Azou, qui avait pris un meilleur départ lors de la première course mais a fini 4e, pose réclamation afin de lever le doute sur le respect du règlement. La réclamation est rejetée,, les arbitres ayant constaté le bris matériel et déclaré qu'aucune règle n'avait été enfreinte.
Le 6 août, une autre polémique apparaît après une défaite de l'équipe espagnole de basket-ball face au Brésil (alors que l'Espagne menait pendant les 3 premiers quart-temps, ils perdent le dernier quart-temps 31-16), défaite qui permettait aux joueurs espagnols d'éviter de se retrouver dans la même partie de tableau que les États-Unis, favoris de la compétition.
Le 7 août, les boxeurs français Nordine Oubaali et Alexis Vastine sont éliminés de la compétition à la suite de décisions arbitrales. En particulier, la défaite d'Alexis Vastine est contestée par des journalistes et des entraîneurs, ainsi que par la Fédération française de boxe, qui porte réclamation pour les combats des deux boxeurs éliminés. L'appel est finalement rejeté par l'AIBA. Dans un autre match de boxe, l'Azerbaïdjanais Magomed Abdulhamidov est donné vainqueur face au Japonais Satoshi Shimizu qui l'a pourtant envoyé trois fois au tapis. Après réclamation, Shimizu obtient néanmoins gain de cause et est réintégré à la place d'Abdulhamidov et un arbitre du Turkménistan est renvoyé par l'AIBA. Le match entre l'Azerbaïdjanais Teymur Mammadov et le Biélorusse Sergey Korneyev et le match entre le Britannique Tom Stalker et le Mongol Erdene Uranchimeg sont aussi signalés comme douteux. Selon L'Équipe, les décisions contestables sont nombreuses dans ce tournoi olympique de boxe et la scoring-machine est pointée du doigt.
Le 9 août, le nageur sud-africain Cameron van der Burgh, médaillé d'or sur le 100 m brasse, révèle avoir donné, après le virage aux 50 m, trois mouvements de jambe de type « dauphin » au lieu d'un seul autorisé par le règlement.

### Incidents diplomatiques
Le début du match de football féminin opposant la Colombie et la Corée du Nord a pris une heure de retard à cause d'une erreur des organisateurs. En effet, ceux-ci avaient confondu les drapeaux sud- et nord-coréen sur le tableau d'affichage. En raison des relations tendues entre les deux pays coréens, les joueuses étaient retournées dans les tribunes en attendant les excuses et le retour à la normale.
L'athlète Paraskeví Papahrístou, représentant la Grèce en triple saut, fut exclue des Jeux olympiques pour propos racistes sur son compte Twitter, de même que le footballeur suisse Michel Morganella à la suite d'un tweet injurieux à l'encontre des Sud-Coréens.
À l'issue du match pour la médaille de bronze en football masculin, remporté 2-0 par l'équipe sud-coréenne face à l'équipe japonaise, le joueur sud-coréen Park Jong-woo brandit un panneau « Dokdo est notre territoire », ravivant les tensions entre les deux pays, qui revendiquent chacun la souveraineté de l'île. Une procédure disciplinaire est ouverte par la FIFA,.

### Autres
Le choix de certaines des entreprises partenaires commanditaires (Dow Chemical, BP) par le CIO est critiqué, parce qu'elles sont soupçonnées d'écoblanchiment. De plus, le choix de ces sponsors a remis sur le devant de la scène la catastrophe environnementale de Bhopal causée par Union Carbide en 1984. Or, Union Carbide est devenue une filiale de Dow Chemical en 2001, d'où l'indignation de la délégation indienne. Celle-ci a d'ailleurs failli boycotter les Jeux olympiques, avant de revenir sur sa décision. De même, le choix du Comité olympique britannique de faire de Lakshmi Mittal, PDG milliardaire d'ArcelorMittal, un des porteurs de la flamme olympique fut accueilli avec une certaine indignation,, dans la mesure où les sites de Liège-Seraing (Belgique), de Florange (France) ou encore de Schifflange-Rodange (au Luxembourg) connaissent des difficultés économiques et des plans de réduction des effectifs, alors que pour obtenir une telle récompense, Lakshmi Mittal a dépensé quelque 18 millions d'euros pour la construction de la « Tour Orbit » à l'effigie des Jeux olympiques.
Afin de garantir l'exclusivité pour les sponsors, le London Olympic Games and Paralympic Games Act 2006 (en) permet de faciliter l'application du droit de propriété intellectuelle en interdisant strictement l'utilisation du logo, d'expressions ou le port de vêtements de marques concurrentes des sponsors officiels. En réaction, Nick Symmonds, coureur des États-Unis, a décidé de louer son épaule à un sponsor non officiel, mais sera obligé de poser un sparadrap dessus durant les épreuves. La diffusion de photographies et de vidéos des épreuves sur les réseaux sociaux est en outre interdite aux spectateurs et aux athlètes participants.
Une polémique a également éclaté sur le fait que des compétitions se jouaient à guichets fermés, alors que des centaines de rangées de places sont restées vides, privant ainsi certains spectateurs d'accès aux compétitions olympiques. L'affaire prend de l’ampleur à tel point que l’on parle de « Seatgate » mais le LOCOG a immédiatement nuancé ce fait, en assurant que « c'était assez habituel en début de compétition ». Un dimanche du mois de juillet 2012, 3 000 billets ont été remis en vente, et 29 vendeurs de billets au marché noir ont été arrêtés, le lendemain,. En attendant, des soldats de l'armée britannique en poste pour assurer la sécurité et des étudiants ont été envoyés remplir les stades pour faire désenfler la polémique. Plusieurs explications ont été données : un allotement de 5 % des places est réservée à la « famille olympique » et aux comités nationaux olympiques, ces invités et délégations ne les utilisant pas systématiquement ; la plate-forme de remise en vente des billets mis en place par le LOCOG interdit leur revente 7 jours avant les épreuves ; l'UK Bribery Act rend les personnes invitées aux Jeux olympiques par les entreprises imposables sur leurs avantages en nature (billets, prestations d'hospitalité) et réglemente sévèrement les cadeaux d'entreprise.
Le port du voile a été sujet à controverses, notamment au judo. Le père de la judokate saoudienne Wodjan Ali Seraj Abdulrahim Shahrkhani a exigé que sa fille puisse porter le voile lors de l'épreuve des plus de 78 kg. Finalement, la Fédération internationale de judo et le CIO ont autorisé l'athlète à participer à l'épreuve. Cette décision a suscité des réactions mitigées d'une partie du corps olympique.
La chaîne américaine NBC est accusée de racisme à la suite de la diffusion d'un spot publicitaire montrant un singe pratiquant l'épreuve des anneaux après la victoire de Gabrielle Douglas en gymnastique.
Le 1er août 2012, un cycliste est tué après avoir été percuté par une navette des Jeux olympiques dans l'est de Londres.
Pendant ces Jeux, sept athlètes camerounais, trois ivoiriens et quatre congolais ont disparu.
Le gouvernement britannique annonce en juillet 2013 que les retombées économiques (estimées à 11,5 milliards d'euros dont 695 millions d'euros de dépenses des touristes étrangers ; 1,1 milliard d'euros de contrats conclus pour les JO et les coupes du monde à venir ; 2,5 milliards d'investissements intérieurs et surtout 6.8 milliards d'euros de ventes de conférences liées aux Jeux) ont dépassé la dépense en argent public (estimée à 10,4 milliards d'euros).

## Droits télévisés
- - SABC/SuperSport
- - ZDF ; ARD
- - Torneos y Competencias[119]
- Afrique du Nord - OSN
- Afrique subsaharienne - Octagon/SABC/SuperSport
- Amérique du Sud - ESPN Latin America
- Amérique latine - Terra Networks
- Asie - Asia-Pacific Broadcasting Union/ESPN Asia
- - Foxtel/Nine Network[120]/2GB
- - RTBF[121], VRT
- - Rede Bandeirantes/ESPN Brasil/Rede Record/SporTV
- - Télévision nationale bulgare[122]
- - Réseau des sports/V Télé/CTV Television Network/Sportsnet/TSN/Omni Television/OLN/Asian Television Network
- Caraïbes - International Media Content Limited
- - Canal 13 ; Televisión Nacional de Chile[123]
- - CCTV
- - Caracol Televisión
- - KBS ; MBC ; SBS
- - Hrvatska Radiotelevizija
- - CIRT
- - TV 2 Danmark
- - Abu Dhabi Sports Channel
- - Radiotelevisión Española[124]
- - Eesti Televisioon
- - NBC ; NBC Sports Network[125]
- - Eurosport/Union européenne de radio-télévision[126] TVI Sports - TVI Sports News 24/7
- - Yle
- - France Télévisions[127] ; Eurosport ; beIN Sport[128] (tournois de basket-ball, tennis, handball) ; Equidia[129] (épreuves hippiques) ; TF1 (cérémonie d'ouverture et de clôture)[130]
- - i-Cable Communications[131]
- - Magyar Televízió
- - Israel Broadcasting Authority
- - RAI ; Sky Italia[132]
- - Television Jamaica
- - NHK[133]
- - Lietuvos nacionalinis radijas ir televizija
- - CCTV
- - Radio Televisyen Malaysia
- - Televisa
- Moyen-Orient - ASBU ;OSN
- - NTA ; FRCN ; AIT
- - Norsk rikskringkasting ; Viasat
- - Prime ; Sky Network Television
- - Corporación Medcom
- - América Televisión
- - AKTV ; Solar Entertainment Corporation
- - Telewizja Polska ; n
- - WIPR-TV
- - Radio-télévision du Portugal/SportTV
- - Televiziunea Română/Dolce
- - BBC ; Sky Sports[134]
- - MediaCorp ; Mio TV
- - Rupavahini
- - Sveriges Television
- - SRG SSR
- - PTS ; CTV ; CTS/FTV ; TTV
- - Česká televize
- - Türkiye Radyo Televizyon Kurumu
- - Tele Sur

## Audience

### France
L'audience relevée dans ce tableau est celle du prime time de la soirée.
Les prime time ont été suivis, en moyenne, par 4 227 529 téléspectateurs.
À la fin de l'événement, le groupe France Télévisions annonce avoir réalisé une part d'audience de 42,6 % sur 15 jours. Plus de 39 millions de téléspectateurs ont regardé au moins une heure les Jeux olympiques. Le pic d'audience a été enregistré pendant la finale du 100 m, avec 9,6 millions de téléspectateurs.
| Journée                                                | Chaîne                                 | Téléspectateurs | Pic d’audience (heure)   | Part de marché (%) | Position soirée | Position soirée | Références |
| Journée                                                | Chaîne                                 | Téléspectateurs | Pic d’audience (heure)   | Part de marché (%) | Part de marché  | Téléspectateurs | Références |
| ------------------------------------------------------ | -------------------------------------- | --------------- | ------------------------ | ------------------ | --------------- | --------------- | ---------- |
| Cérémonie d’ouverture (vendredi 27 juillet)            | TF1                                    | 8 651 000       | 12,6 M (22 h 30)         | 56,9               | 1er             | 1er             | [ 136 ]    |
| 1re journée (samedi 28 juillet)                        | France Télévisions                     | 2 541 000       | Pas d’indications        | 17,8               | 1er             | 4e              | [ 137 ]    |
| 2e journée (dimanche 29 juillet)                       | France Télévisions                     | 4 577 000       | 8,2 M (22 h 30)          | 29,5               | 1er             | 1er             | [ 138 ]    |
| 3e journée (lundi 30 juillet)                          | France Télévisions                     | 4 189 000       | 8,8 M (20 h 45)          | 25                 | 1er             | 2e              | [ 139 ]    |
| 4e journée (mardi 31 juillet)                          | France Télévisions                     | 5 096 000       | 8,8 M (20 h 45)          | 32                 | 1er             | 1er             | [ 140 ]    |
| 5e journée (mercredi 1er août)                         | France Télévisions                     | 4 468 000       | 8 M (21 h 30 et 22 h 15) | 27,5               | 1er             | 2e              | [ 141 ]    |
| 6e journée (jeudi 2 août)                              | France Télévisions                     | 3 519 000       | 6 M (21 h)               | 23,9               | 1er             | 2e              | [ 142 ]    |
| 7e journée (vendredi 3 août)                           | France Télévisions                     | 4 663 000       | 7,3 M (22 h 40)          | 31                 | 1er             | 1er             | [ 143 ]    |
| 8e journée (samedi 4 août)                             | France Télévisions                     | 3 445 000       | Pas d’indications        | 25,1               | 1er             | 1er             | [ 144 ]    |
| 9e journée (dimanche 5 août)                           | France Télévisions                     | 5 400 000       | 10 M (22 h 50)           | 34,8               | 1er             | 1er             | [ 145 ]    |
| 10e journée (lundi 6 août)                             | France Télévisions                     | 3 768 000       | Pas d’indications        | 24,2               | 2e              | 3e              | [ 146 ]    |
| 11e journée (mardi 7 août)                             | France Télévisions                     | 3 815 000       | 6,3 M (22 h 55)          | 25,2               | 1er             | 2e              | [ 147 ]    |
| 12e journée (mercredi 8 août)                          | France Télévisions                     | 3 657 000       | 7,6 M (21 h 30)          | 27                 | 1er             | 2e              | [ 148 ]    |
| 13e journée (jeudi 9 août)                             | France Télévisions                     | 4 555 000       | 9,7 M (22 h)             | 31,7               | 1er             | 1er             | [ 149 ]    |
| 14e journée (vendredi 10 août)                         | France Télévisions                     | 5 063 000       | 8,9 M (22 h 30)          | 36,1               | 1er             | 1er             | [ 150 ]    |
| 15e journée (samedi 11 août)                           | France Télévisions                     | 4 309 000       | 6,8 M (22 h 05)          | 33,2               | 1er             | 1er             | [ 151 ]    |
| 16e journée et cérémonie de clôture (dimanche 12 août) | France Télévisions puis à 21 h 50, TF1 | 4 031 000       | 6,5 M (22 h 35)          | 20,8               | 1er             | 1er             | [ 152 ]    |

Légende :
- les plus hauts chiffres d'audience.
- les plus bas chiffres d'audience.

### International
Ce tableau représente l'audience de la cérémonie d'ouverture. L'audience de la cérémonie d'ouverture est estimée à plus d'un milliard de téléspectateurs.
| Pays            | Chaîne(s)                   | Téléspectateurs | Part d’audience (%) | Références |
| --------------- | --------------------------- | --------------- | ------------------- | ---------- |
| Grande-Bretagne | BBC1                        | 23 500 000      | 82,3                | [ 153 ]    |
| France          | TF1                         | 8 700 000       | 56,9                | [ 153 ]    |
| Allemagne       | ZDF                         | 7 600 000       | 43,5                | [ 153 ]    |
| Espagne         | La 1                        | 5 600 000       | 46,1                | [ 153 ]    |
| Italie          | Rai 1                       | 5 500 000       | 42,6                | [ 153 ]    |
| Chine           | CCTV-1, CCTV-5 et CCTV News | 22 200 000      | 48,5                | [ 153 ]    |
| États-Unis      | NBC                         | 40 700 000      | 38                  | [ 154 ]    |